# سيرجيو كاتالان
سيرجيو كاتالان (بالإسبانية: Sergio Catalán Duque)‏ هو لاعب كرة قدم تشيلي، ولد في 29 أغسطس 1991 في Santa Cruz, Chile ‏ في تشيلي. لعب مع ديبورتيس ماجالانز.

## وصلات خارجية
- سيرجيو كاتالان على موقع قاعدة بيانات كرة القدم.إي يو (الإنجليزية)
- سيرجيو كاتالان على موقع Soccerway.com (الإنجليزية)